# Hyloscirtus japreria
Hyloscirtus japreria es una especie de anfibio anuro de la familia Hylidae. El epíteto se debe a la tribu indígena Japreria que habita en la zona.

## Características
Presenta líneas blanquecinas en cerca de los oídos, ojos, patas y muslos. Los ejemplares de sexo masculino miden aproximadamente 3 centímetros y los ejemplares femeninos en promedio 3,75 cm. El iris es gris mostrando una fina reticulación negra. La japreria se identifica, además, por su dorso amarillo, con manchas marrón rojizo.

## Distribución geográfica y hábitat
Conocida de tres localidades en la vertiente venezolana de la Sierra de Perijá, y una localidad en la vertiente colombiana del mismo sistema montañoso. Su rango de distribución altitudinal conocido está entre 1430 y 1832 m s. n. m..